# Óscar Rubén Fernández Romero
Óscar Rubén Fernández Romero (Valencia, España, 28 de septiembre de 1974) más conocido como Óscar Fernández, es un entrenador de fútbol español que actualmente está sin equipo tras abandonar la disciplina de la Real Sociedad C.

## Trayectoria
Comenzó su carrera en el Torrelevante en las categorías de primera regional, Liga Nacional y División de Honor.
En 2006 ganó la temporada pasada la Copa de Campeones con el Juvenil A del Valencia CF y quedó subcampeón de la Copa del Rey ante el juvenil del Albacete Balompié.
En 2007 el Valencia CF tras destituir al entrenador Quique Sánchez Flores, nombró técnico del primer equipo con carácter provisional a Óscar Fernández, que era el responsable del Valencia Club de Fútbol Mestalla , dirigiendo dos partidos al primer equipo, con la llegada del nuevo entrenador para el primer equipo, volvió a su puesto de entrenador del Valencia Club de Fútbol Mestalla, desligándose del club al finalizar la campaña 2009-2010.
En junio de 2011, tras vincularse como entrenador del recién fundado Huracán Valencia, el técnico valenciano acepta una oferta del Asteras Tripolis FC para entrenar en la Superliga de Grecia.
El 23 de septiembre de 2012, ponía rumbo a Doha. El exentrenador de Burjassot, Valencia, Asteras Tripoli y Gandía pasaba a trabajar en Aspire para la Selección de fútbol de Catar, en la mejor academia del mundo, como seleccionador sub-16 de Catar.
El 10 de julio de 2015 firma con el Atlético de Madrid para dirigir al Atlético de Madrid Juvenil División de Honor. Un nuevo reto profesional para el entrenador valenciano en la capital de España.
El éxito en su primer contacto con los juveniles del Atlético de Madrid, donde logró un histórico doblete dirigiendo al Juvenil «A» rojiblanco, le llevan en junio de 2016 a firmar por el Atlético de Madrid «B».
En su primer año como entrenador del filial rojiblanco (Temporada 2016-2017) consigue el ascenso a 2ªB tras quedar campeón del Grupo 7 de 3ª División y vencer en eliminatoria a doble partido a la Gimnástica de Torrelavega por un global de tres a cero.
El 4 de agosto de 2020 se hacía oficial su vuelta al Valencia Mestalla después de más de una década.
El 21 de junio de 2021 se hizo oficial su fichaje por el filial de la U.D. Almería, la U.D. Almería "B", en donde firmó por dos temporadas, con una tercera opcional.
El 4 de julio de 2023, firma por el Linares Deportivo de la Primera Federación. El 22 de noviembre de 2023, es destituido como entrenador del equipo jiennense.
El 10 de julio de 2024 el entrenador valenciano ficha por la Real Sociedad C, equipo que milita en el Grupo 2 de la Segunda Federación.

## Clubes

### Como entrenador
| Club                                | País   | Año       |
| ----------------------------------- | ------ | --------- |
| Burjassot Club de Futbol            | España | 2005-2006 |
| Valencia CF "Juvenil A"             | España | 2006-2007 |
| Valencia CF                         | España | 2007      |
| Valencia Club de Fútbol Mestalla    | España | 2007-2010 |
| Asteras Tripolis FC                 | Grecia | 2011      |
| Club de Fútbol Gandia               | España | 2011-2012 |
| Selección de fútbol de Catar sub-16 | Catar  | 2012-2015 |
| Club Atlético de Madrid "Juvenil"   | España | 2015-2016 |
| Club Atlético de Madrid "B"         | España | 2016-2019 |
| Valencia Club de Fútbol Mestalla    | España | 2020-2021 |
| U.D. Almería "B"                    | España | 2021-2023 |
| Linares Deportivo                   | España | 2023      |
| Real Sociedad C                     | España | 2024-2025 |